# Cerkiew Świętych Kosmy i Damiana w Czeremsze-Wsi
Cerkiew Świętych Kosmy i Damiana (znana też pod wezwaniem św. Proroka Eliasza) – prawosławna cerkiew cmentarna w Czeremsze-Wsi. Należy do parafii Matki Bożej Miłującej w Czeremsze, w dekanacie Kleszczele diecezji warszawsko-bielskiej Polskiego Autokefalicznego Kościoła Prawosławnego.
Cerkiew została wzniesiona w 1797. Drewniana, na planie ośmioboku, o konstrukcji zrębowej, salowa, oszalowana. Od frontu kruchta (poprzedzona przedsionkiem) z nadbudowaną w 1920 ośmioboczną wieżą-dzwonnicą. Przy części prezbiterialnej boczna zakrystia. Dachy cerkwi blaszane. Nad przedsionkiem dach dwuspadowy. Wieża zwieńczona ośmiobocznym dachem namiotowym z cebulatym hełmem. Nad nawą dach jednokalenicowy z wieżyczką zwieńczoną kopułką.
Po ostatnim remoncie cerkiew została ponownie konsekrowana 11 sierpnia 2013.
Świątynię wpisano do rejestru zabytków 25 lipca 2001 pod nr A-22.